# Urayasu D-Rocks
Maillots
Les Urayasu D-Rocks (浦安D-Rocks) est un club japonais de rugby à XV basé à Urayasu et qui joue au Chichibunomiya Rugby Stadium.
Le club a fait signer des stars du rugby à XV, comme Alesana Tuilagi, le troisième ligne aile américain Todd Clever, et également Israel Folau.

## Histoire

Ancien logo

Le surnom de l'équipe provient du logo de l'entreprise mère, NTT Communications, composé d'un arc jaune. Pour ce surnom, c'est la pensée qui a été dit, veut être un Challenger avec l'image qui émet soleil à tout moment, à avant, vers le monde, vers l'avenir, tirer une flèche de puissance aussi forte[pas clair].
Les débuts sont difficiles. Le souci est que si les règles sont comprises, elle n'emporte pas l'adhésion immédiate des salariés de l'entreprise NTT Communications. Pris entre la contrainte de se soumettre à leur hiérarchie et l'incompréhension pour ce sport, nouveau pour eux, l'effectif peine à décoller.
Le recrutement de joueurs étrangers permettra longtemps d'amorcer la pompe.
Le club fait parler de lui au cours de l'été en 2021 en recrutant le joueur controversé Israel Folau.
En 2022, le club quitte le format corporatif pour devenir professionnel. Il est renommé Shining Arcs Tokyo-Bay Urayasu, tout en conservant un naming de la part de NTT Communications. Il évolue au Stade Yumenoshima (en),.

## Personnalités du club

### Entraîneurs
- 2014-2019 :  Rob Penney
- 2023- :  Johan Ackermann

### Effectif 2016-2017
| Piliers - Kabuto An-oku - Naoyuki Narayama - Shinsuke Ono - Rui Sannomiya - Yūto Satō - Ryutaro Ueda Talonneurs - Takayoshi Haku - Ryo Miura - Takuru Suto - Naoto Tanemoto Deuxièmes lignes - Masaru Ishigami - Kim Ryong Ji - Hiroyuki Mezaki - Shingo Nakashima - Isaac Ross - Naoto Sugiura - Masataka Tsuruya | Troisièmes lignes - Willie Britz - Shokei Kin - Daisuke Kurihara - Amanaki Mafi - Shoma Makinouchi - Rahboni Warren-Vosayaco - Kosuke Yamashita - Yuta Yatogo Demis de mêlée - Hayato Mitsui - Hayato Nishibashi - Wataru Nishimura - Atsushi Yumoto Demis d'ouverture - Elton Jantjies - Jumpei Ogura - Hirotomo Ono | Centres - Bin Je-gal - Shane Gates - Takuya Ishibashi - Yuya Mizoguchi - Harinori Tsuruya Ailiers - Calugay Franklin - Koichiro Kikuchi - Tasuku Koizumi - Yusuke Ogawa - Masayasu Oshiba - Yuya Taka - Hiraku Tomoigawa - Ryo Tsuruda Arrières - Kazushi Hano - Brackin Karauria-Henry - Daiki Numajiri |
| | | |
| (c) pour le capitaine, Gras pour un joueur international | | |

### Joueurs emblématiques
- Sosene Anesi
- Fotunuupule Auelua
- Todd Clever
- Mark Gerrard
- Elton Jantjies
- Amanaki Mafi
- Brad Mika
- JP Nel
- Isaac Ross
- Alesana Tuilagi
- Israel Folau[4]